# Anthony Davis
Anthony Marshon Davis (Chicago, 11 de març de 1993) és un jugador de bàsquet professional estatunidenc de l'associació nacional de bàsquet (NBA) que juga als Dallas Mavericks, ocupa la posició de ala-pivot i de pivot com a titular. El van draftear el primer de la primera ronda del draft en el 2012 pels New Orleans Hornets que ara són els New Orleans Pelicans, ha sigut un all star de l'NBA huit vegades, ha estat nomenat quatre vegades al NBA all-defensive team i quatre al All-NBA first team i l'11 d'octubre del 2020 va guanyar les finals de l'associació nacional de basquet (NBA).

## Biografia
Anthony Davis va néixer l'11 de març del 1993 a la ciutat de Chicago; fill d'Anthony Davis i Erainer Davis. Anthony Davis és un de dos bessons, i té dues germanes: Antoinette, la seva bessona, i una altra que també és jugadora professional de bàsquet com ell.
Anthony Davis anava a la Charter School i jugava de base perquè mesurava 180 centímetres i tothom pensava que no creixeria més. Després d'un any el van haver de canviar de posició perquè va créixer vint centímetres i encaixava millor com a pivot. Com que ell ja tenia la tècnica del tir i la agilitat d'un base i la força i altura d'un pivot, es va tornar un jugador fenomenal.

## Trajectòria professional

### Universitat
Anthony Davis només va jugar una temporada de bàsquet universitari a Kentucky. Va guanyar nombrosos premis com “Pete Newell big man”, el “USBWA National Freshman of the Year” i el “Consensus National Player of the Year”. També va participar en el “first team All-American” i va obtenir el premi al jugador defensiu de l'any de la NABC. A més a més, va liderar la NCAA per blocs. Va aconseguir el rècord de blocs a la conferencia del sud-oest i la Divisió NCAA. Posteriorment va guanyar el premi al jugador més destacat del torneig NCAA. Tanmateix va guanyar un campionat nacional per la universitat de Kentucky. Va tenir una de les millors temporades universitàries de la història.

### Temporada 2012- 2013
A la seva primera temporada, ja era titular dels New Orleans Hornets. Tot i que només tenia una mitjana de 13 punts, va tenir una primera temporada fantàstica per a un jugador tan jove. No va arribar als “Playoffs” ni va aconseguir el premi de rookie de l'any, però va aconseguir entrar a l'equip olímpic dels Estats Units, on va guanyar la seva primera medalla d'or als jocs olímpics de Londres del 2012. Al seu debut de l'NBA va liderar els Hornets en punts i tirs lliures realitzats sumant 21 punts, 7 rebots, 3 assistències i 2 robatoris. Malauradament va perdre el partit, però va tenir una excel·lent actuació de debutant. En la seva primera temporada va aconseguir una mitjana de 13,5 punts, 1,8 taps, 8,2 rebots i 1 assistència. Els New Orleans Hornets van acabar la temporada amb un balanç de 27 victòries i 55 derrotes.

### Temporada 2013 - 2014
En la seva segona temporada va assolir una mitja per partit de 20.8 punts 10 rebots i 2.8 taps. També el van agafar pel “All Star Game” on va anotar 10 punts, 1 rebot i 2 robatoris en 10 minuts però va acabar perdent el partit de 155 a 163 punts. Va acabar la temporada amb 29 partits guanyats i 38 de perduts 67 partits. En el seu millor partit va anotar 40 punts, 21 rebots i va ficar el 63.6% dels tirs, va guanyar el partit d'un punt contra els Boston Celtics.

### Temporada 2014 - 2015
A la seva tercera temporada va anotar una mitjana per partit de 24.4 punts, 10.2 rebots, 2.2 assistències i 1.5 robatoris. El van nominar pel “All Star Game” com a titular, però no va poder jugar perquè estava lesionat. Va aconseguir arribar als “Playoffs” on no van guanyar el partit, tot i no ser culpa d'Anthony Davis ja que va ficar una mitja per partit de 31.5 punts, 11.8 rebots i 3 taps. Aquella temporada va arribar a guanyar 39 partits i en va perdre 29 dels 68 que va jugar. En el seu millor partit va anotar 43 punts i 14 rebots i va guanyar de 12 punts contra els Utah Jazz.

### Temporada 2015 - 2016
La seva quarta temporada va ser una de les millors que va jugar, anotan una mitja de 24.3 punts, 10.3 rebots i 1.9 assistències. També va fer un contracte de 5 anys amb els New Orleans Pelicans per 145 milions de dollars. El 21 de febrer de 2015 va jugar un partit contra els Detroit Pistons on va anotar 59 punts i 20 rebots i va batre el rècord del jugador més jove en marcar 59 punts. Estava a punt de ser el jugador amb més punts en un partit de la temporada però Kobe Bryant va anotar-ne 60 en el seu últim partit. Al “All Star Game” van guanyar amb un resultat de 196 a 173 assolint el màxim de punts fets al “All Star Game” per un equip.

### Temporada 2016 - 2017
En aquesta temporada va començar posant als dos primers partits 50 i 45 punts respectivament. El 30 de gener va guanyar un partit amb un “Alley oop” amb l'assistència de Jrue Holiday a l'últim segon. Al “All Star Game” del 2017 va ficar 52 punts (el rècord de més punts en un “All Star Game” actualment): 10 rebots i 2 robatoris, adquirint el seu primer premi de MVP del “All Star Game”. Va guanyar de 10 punts (192 - 182). A més a més va aconseguir el rècord de més punts (20) amb un quart i més punts (30) amb una mitja part del ”All Star Game”.

### Temporada 2017 - 2018
A la temporada del 2017 -2018 els Pelicans van començar perdent els dos partits però Anthony Davis va anotar 68 punts en els dos combinats. El van nomenar pel “All Star Game” on només va anotar 12 punts i jugar 16 minuts. Al primer quart del partit va portar la samarreta del seu company (Demarcus Cousins) ja que no va poder atendre el “All Star Game” degut a una lesió molt greu. Els Pelicans van arribar als “Playoffs” per setena vegada, En el primer partit contra els Portland Trail Blazers, Anthony Davis va marcar 35 punts, 14 taps i van guanyar de 2 punts (97-95). Van acabar la primera ronda 4-0 amb l'últim partit sent una victòria de 23 punts. A la segona ronda, es van enfrontar contra els Golden State Warriors (un dels equips amb un dels millors balanços de partits guanyats i perduts de la temporada regular (58 - 24). Van perdre els primers dos partits i van guanyar el tercer de 19 punts (119 - 100); Anthony Davis va ficar 33 punts i 18 rebots. Van perdre els dos últims partits y van ser eliminats pels Warriors, que després van guanyar les "Playoffs".

### Temporada 2018 - 2019
En el seu setè any als Pelicans, Anthony Davis va començar la temporada amb una ratxa de 4 partits guanyats (un total de 109 punts). El 28 de gener del 2019 Anthony Davis va informar als Pelicans que no tornaria al seu equip quan s'acabés el contracte. També els va dir que volia fer un intercanvi amb jugadors dels Los Angeles Lakers. Els Pelicans no van acceptar la seva proposta i conseqüentment es va negar a jugar durant 2 setmanes.

### Temporada 2019 - 2020
Finalment els Pelicans van acceptar l'intercanvi, van canviar a Anthony Davis per Lonzo Ball, Brandon Ingram, Josh Hart i tres de les seves següents seleccions de jugadors. El vuit de desembre va anotar 50 punts, 7 rebots i 6 assistències arribant al màxim de punts de la temporada, van guanyar de 17 punts contra els Minnesota Timberwolves. El divuit d'agost van jugar el seu primer partit de “Playoffs” contra els Portland Trail Blazers perdent de 7 punts. Van guanyar la ronda 4-1. A la segona ronda contra els Houston Rockets va passar el mateix: van perdre el primer partit però van guanyar tots els altres. El vint de setembre contra els Denver Nuggets, Anthony Davis va anotar un triple a l'últim segon quan anaven perdent de un punt que va fer que guanyéssin. Van finalitzar la ronda 4-1 una altra vegada arribant, per tant, als finals. Al primer partit de les finals van guanyar de 18 punts, Anthony Davis va ficar 34 punts, 9 rebots i 5 assistències. L'onze d'octubre van guanyar les "Playoffs" de la NBA.